# Пічугін Володимир Михайлович
Володи́мир Миха́йлович Пічу́гін (нар. 3 жовтня 1925) — радянський військовик, полковник Збройних сил СРСР, учасник Другої світової війни. Повний лицар ордена Богдана Хмельницького, двічі кавалер ордена Червоної Зірки. Нагороджений численними медалями.